# North Cowton
North Cowton är en ort och civil parish  i Storbritannien.   Den ligger i grevskapet North Yorkshire och riksdelen England, i den centrala delen av landet, 300 km norr om huvudstaden London. North Cowton ligger 59 meter över havet och antalet invånare är 503.
Terrängen runt North Cowton är platt, och sluttar österut. Runt North Cowton är det ganska tätbefolkat, med 65 invånare per kvadratkilometer. Närmaste större samhälle är Darlington, 10,4 km norr om North Cowton. Trakten runt North Cowton består till största delen av jordbruksmark.